# Övrabymästaren

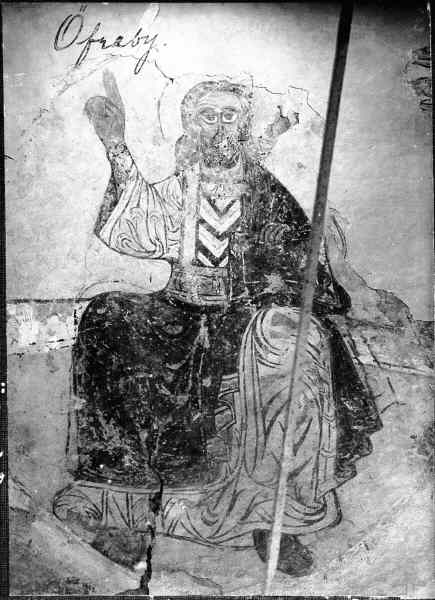
Målningen av Kristus i Övraby kyrka.

Övrabymästaren är ett anonymnamn på en romansk målare.
Övrabymästaren var troligen infödd skåning som utförde kyrkmålningar i Övraby kyrka i mitten av 1200-talet enligt Otto Rydbeck. Men Johnny Roosval daterar i sitt arbete Die Steinmeister Gottlands målningarna till 1100-talet. Senare forskning av Aron Borelius som har jämfört målningarna med Vinslövs kyrkas målningar vill återknyta till Rydbecks tidsuppfattning. Målningen är i grunden primitivt utförd men ger ett starkt intryck på åskådaren genom sina mörka, entoniga uppmaning till underkastelse. Överst i absidvalvet har Övrabymästaren återgivit Kristus som Rex gloriæ, med väldiga stela ögonglober med höger hand uppräckt. Bakgrunden är kraftigt blå, iris är gul liksom glorian. På ärmens uppslag är anbringat en kopparplatta och kring halslinningen finns rester av ett kopparspänne. Kristus omges av evangelistsymbolerna och stelt stirrande apokalyptiska djur mot svar bakgrund. Kring fönstren är det målade bårder av ålderdomlig nordisk karaktär. På fönstrets norra sida är Maria, Johannes och Paulus avbildade medan den andra sidan avbidar de fyra kyrkofäderna. Tribunbågen är dekorerad med halvcirkelformiga ornament i rött och blått med infällda figurprydda medaljonger. Av målningen på tribunbågen återstår en tydlig figur, troligen kyrkans donator som presenterar en kyrkomodell som tages emot av Gud Faders framsträckta hand. Målningarna har genom åren utsatts för en hårdhänt restaurering.      